# Marc Grieves
Marc Fabian Grieves, född 17 januari 1960, är en svensk konstnär som målar marina och historiska målningar.
Hans målning av ostindiefararen Götheborg blev år 2003 frimärke.